# Daniel Stephan
Daniel Stephan (Rheinhausen, 3 de agosto de 1973) fue un jugador de balonmano alemán que jugaba tanto de central como de lateral izquierdo. Fue uno de los componentes de la Selección de balonmano de Alemania con la que ha disputado 183 partidos internacionales en los que ha anotó un total de 590 goles, debutando un 14 de mayo de 1994 contra la selección de Egipto. Tiene un peso de 100kg y mide 1.98m.
Se inició en el balonmano en las categorías inferiores del VfL Rheinhausen, desde donde en 1982 se trasladó al OSC Rheinhausen, donde permanecería hasta 1994. Ese mismo año fichó por el TBV Lemgo, donde permanecería hasta su retirada activa del balonmano en 2008. Durante su etapa en Lemgo se convirtió en uno de los mejores jugadores europeos del momento, guiando a su club a conquistar por primera vez la Bundesliga en 1997 y siendo el primer jugador alemán en ser premiado como Jugador del Año de la IHF en 1998.
El 14 de noviembre de 2007 fue anunciado como director deportivo del TBV Lemgo, labor que compaginó durante sus últimos meses de carrera como jugador y en la que se mantuvo hasta septiembre de 2009, donde tanto él como el entrenador Markus Baur fueron despedidos tras caer eliminados en la fase clasificatoria de la Liga de Campeones de la EHF 2009-10.
El 1 de julio de 2010 fue presentado como director deportivo del HSG Düsseldorf tras firmar un contrato de 3 temporadas con el mismo, de los que sólo cumpliría el primero.
Tras esta experiencia en los despachos, se convirtió en comentarista para los partidos de balonmano en la cadena alemana Sport1.

## Equipos
- OSC Rheinhausen (1982-1994)
- TBV Lemgo (1994-2008)

## Palmarés
- Bundesliga 1997, 2003
- Copa de Alemania 1995, 1997, 2002
- Supercopa de Alemania 1997
- Recopa de Europa 1996
- Copa EHF 2006

## Méritos y distinciones
- Jugador del Año de la IHF 1998
- Mejor lateral izquierdo del Campeonato Europeo de Balonmano 1998
- MVP del Campeonato Europeo de Balonmano 1998
- Jugador de balonmano del año en Alemania 1997, 1998, 1999
- Mejor central del Campeonato Europeo de Balonmano 2002